# Prionurus maculatus
Prionurus maculatus Ogilby, 1887, è un pesce osseo marino appartenente alla famiglia Acanthuridae.

## Distribuzione e habitat
Questa specie è subendemica dell'Australia orientale. L'areale comprende il Nuovo Galles del Sud, l'isola di Lord Howe e il Queensland meridionale. È segnalato anche nel nord della Nuova Zelanda e nelle isole di Norfolk e Kermadec. Popola solo una parte ristretta della grande barriera corallina.
Il suo habitat sono le zone scogliose e le isole al largo. Gli adulti si possono vedere spesso nei pressi di scogliere ricche di alghe in acque basse e molto turbolente. I giovanili sono frequenti nelle baie e penetrano negli estuari. 
Si può incontrare fino a circa 20 metri di profondità.

## Descrizione
Questa specie ha corpo ovale, compresso lateralmente, e bocca appuntita; sul peduncolo caudale sono presenti tre placche carenate (tipiche del genere Prionurus). La pinna dorsale è unica e piuttosto lunga, di altezza uniforme. La pinna anale è simile ma più corta. La pinna caudale è tronca. La livrea di P. maculatus è colore grigio bluastra con strisce verticali gialle sui fianchi e punti dello stesso colore su testa e dorso mentre le 3 placche sul peduncolo caudale sono di colore bluastro e i bordi delle pinne sono blu.
Raggiunge i 45 cm di lunghezza.

## Biologia
Gli adulti vivono in banchi, talora molto grandi mentre i giovanili formano solo piccoli gruppi di pochi individui. L'accrescimento è molto rapido nei primi anni.

### Alimentazione
Si nutre di alghe bentoniche.

## Pesca
Viene catturato occasionalmente da pescatori sportivi e per rifornire il mercato acquariofilo anche se questo prelievo è minimo viste le grandi dimensioni dell'adulto che lo rendono inadatto per un acquario domestico.

## Conservazione
Questa specie non appare minacciata e la lista rossa IUCN la classifica come "a rischio minimo".